# Griffin Park
Der Griffin Park war ein Fußballstadion in Brentford, Hounslow im Westen von London, Vereinigtes Königreich. Es war bis August 2020 die vereinseigene Heimstätte des Fußballvereins FC Brentford und bot 12.763 Zuschauern einen Sitzplatz.

## Geschichte
Die Sportstätte entstand 1904 auf einem Areal, das der in Brentford ansässigen, international bekannten Brauerei Fuller’s Brewery gehörte. Nach deren Markenlogo, einem Greif (engl. Griffin), wurde das neue Stadion Griffin Park getauft.
Die Sportanlage hatte vier überdachte Tribünen, die ihre Namen nach den umliegenden Straßen erhielten und Braemar Road, New Road, Ealing Road und Brook Road trugen (2007 wurde New Road zu Ehren eines Anhängers, der 89 Jahre lang regelmäßig die Heimspiele des FC Brentford besuchte, in Bill Axbey Stand umbenannt). Als weitere Mannschaften nutzten ab 2007 die Reserve- und Jugend-Mannschaften des FC Chelsea das Stadion.
Der Griffin Park lag in der Einflugschneise des London Heathrow Airport, weshalb der Verein die Tribünendächer als große Werbeflächen vermarktete. Unter anderem nutzten schon die Fluggesellschaften Qatar Airways, KLM Royal Dutch Airlines und easyJet die Dächer als Werbefläche.
Von 2017 bis 2020 wurde das Brentford Community Stadium als neue Spielstätte für den FC Brentford und den Rugby-Union-Club London Irish errichtet. Nach dem Umzug wurde der Griffin Park abgerissen. Die Abrissarbeiten erfolgten vom Frühjahr 2021 bis Anfang 2022, um auf dem Grundstück Platz für Wohnungen sowie eine Parkanlage zu schaffen.
Am 29. Juli 2020 fand das letzte Spiel im Griffin Park statt. Der FC Brentford besiegte Swansea City im Playoff-Rückspiel nach einer 0:1-Hinspielniederlage mit 3:1 und traf im Endspiel im Wembley-Stadion auf den FC Fulham.

## Galerie

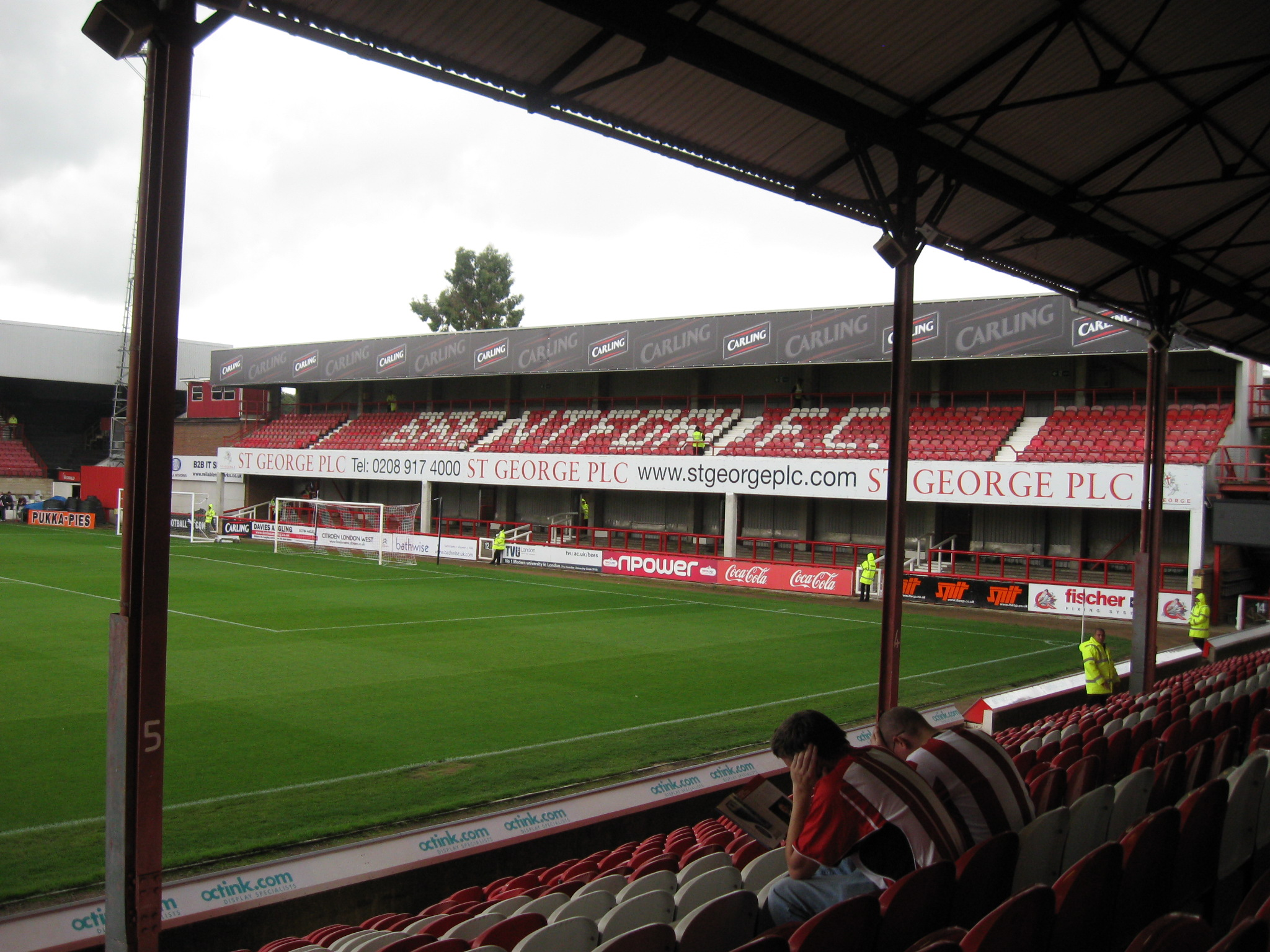
Der Brook Road Stand im Griffin Park Stadium